# Marsaxlokk Football Club
El Marsaxlokk Football Club és un club maltès de futbol de la ciutat de Marsaxlokk.

## Palmarès
- Lliga maltesa de futbol: 1

2006/07